# Saint-Mard-sur-Auve
Saint-Mard-sur-Auve [sɛ̃ maʁ syʁ ov] ist eine französische Gemeinde mit 64 Einwohnern (Stand 1. Januar 2022) im Département Marne in der Region Grand Est. Sie gehört zum Kanton Argonne Suippe et Vesle und zum Arrondissement Châlons-en-Champagne. 

## Lage
Die Gemeinde Saint-Mard-sur-Auve liegt 24 Kilometer ostnordöstlich von Châlons-en-Champagne am Oberlauf der Auve. Sie ist umgeben von folgenden Nachbargemeinden:
|      | Valmy                                       | La Chapelle-Felcourt |
| Auve | Kompassrose, die auf Nachbargemeinden zeigt | Rapsécourt           |
|      | Herpont                                     | Dampierre-le-Château |

## Bevölkerungsentwicklung
| Jahr                       | 1962 | 1968 | 1975 | 1982 | 1990 | 1999 | 2008 | 2018 |
| -------------------------- | ---- | ---- | ---- | ---- | ---- | ---- | ---- | ---- |
| Einwohner                  | 85   | 62   | 59   | 60   | 72   | 67   | 56   | 63   |
| Quellen: Cassini und INSEE |      |      |      |      |      |      |      |      |